# New Richland, Minnesota
New Richland là một thành phố thuộc quận Waseca, tiểu bang Minnesota, Hoa Kỳ. Năm 2010, dân số của thành phố này là 1203 người.

## Dân số
- Dân số năm 2000: 1197 người.
- Dân số năm 2010: 1203 người.
- Dân số năm 2023: 1.232 người.

New Richland có dân số năm 2023 là 1.232 người. New Richland hiện đang tăng trưởng với tốc độ 0,08% hàng năm và dân số đã tăng 0,24 % kể từ cuộc điều tra dân số gần đây nhất, ghi nhận dân số 1.229 người vào năm 2020.
Độ tuổi trung bình ở New Richland là 42,2 tuổi: 38,4 tuổi đối với nam và 43,9 tuổi đối với nữ.